# Adjidja Football Club
Actualités
L'Adjidja Football Club est un club de football béninois basé à Cotonou. Il joue ses matchs à domicile au Stade Omnisports de Toffo . Il

## Histoire
Le club est fondé en 1969 sous le nom de FAD (Forces Armées du Dahomey).  
Le club dépend de l'armée. Il remporte son unique titre de champion du Bénin en 1969, ce qui le qualifie pour la Coupe d'Afrique des clubs champions en 1970, mais en échouant dès le premier tour face aux Nigérians du Stationery Stores Football Club. 
Il est ensuite renommé Entente FC des Forces Armées Béninoises avant d'être renommé Adjidja FC lors de la saison 2019-2020
En 2021, il évolue en deuxième division du Bénin.